# Cielo extraterrestre

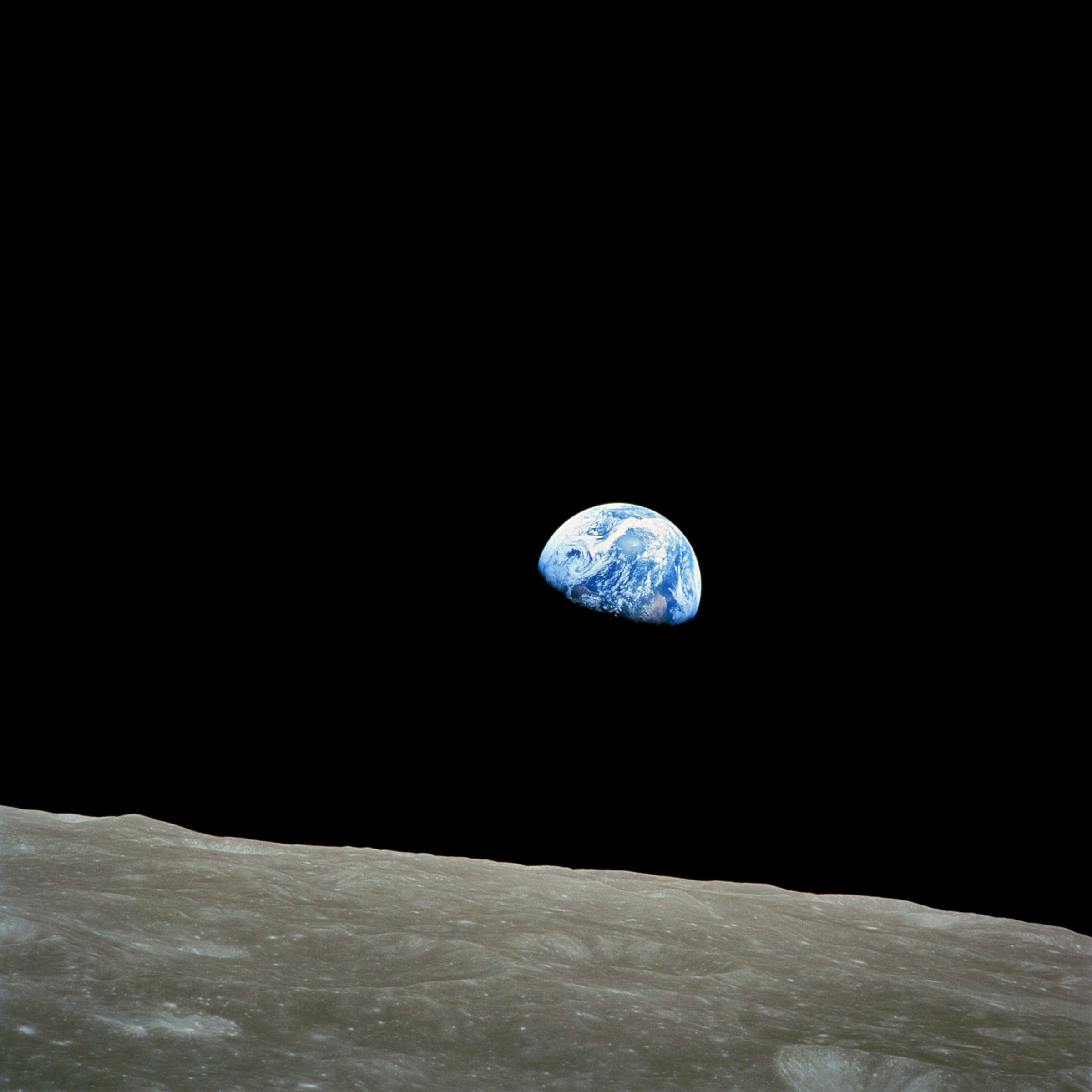
Il Sorgere della Terra, storica foto del nostro pianeta ripresa dall'Apollo 8, in orbita attorno alla Luna.

In astronomia, un cielo extraterrestre è una visione dello spazio esterno dalla superficie di un corpo celeste diverso dalla Terra.
L'unico cielo extraterrestre che è stato osservato e fotografato direttamente dagli astronauti è quello della Luna. I cieli di Venere, Marte e Titano sono stati osservati da sonde spaziali progettate per atterrare sulla superficie e trasmettere immagini alla Terra.
Le caratteristiche del cielo extraterrestre sembrano variare sostanzialmente a causa di una serie di fattori. Un'atmosfera extraterrestre, se presente, ha una grande influenza sulle caratteristiche visibili. La densità e la composizione chimica dell'atmosfera possono contribuire alle differenze di colore, opacità (inclusa la foschia) e presenza di nubi. Altri fattori che contribuiscono all'aspetto del cielo includono la presenza o l'assenza di oggetti astronomici come satelliti naturali, anelli, sistemi stellari, nebulose e altri corpi del sistema planetario.

## Luminosità e diametro angolare del Sole
La variazione della magnitudine apparente del Sole può essere descritta dalla legge dell'inverso del quadrato, ovvero, raddoppiando ad esempio la distanza di osservazione, la luminosità è ridotta a un quarto. La variazione della luminosità può essere prevista con la seguente formula:
{\displaystyle {\text{intensità}}\ \propto \ {\frac {1}{{\text{distanza}}^{2}}}\,}
dove la "distanza" al denominatore può essere espressa in km, UA o qualsiasi altra unità appropriata (purché uniforme con quella utilizzata al numeratore).
Per esempio, poiché Plutone si trova in media a 40 UA dal Sole, ne consegue che la stella madre ha una luminosità di
{\displaystyle {\frac {1}{1600}}} rispetto a quella che ha dalla Terra.
Sebbene un osservatore terrestre avvertirebbe una sostanziale diminuzione della luce solare disponibile in questi ambienti, il Sole sarebbe comunque abbastanza luminoso da proiettare ombre anche fino all'ipotetico Pianeta Nove, forse situato a 1.200 UA di distanza.

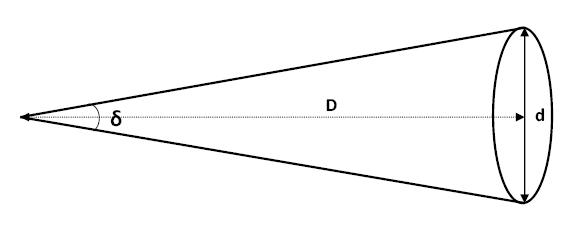
Diagramma per la formula del diametro angolare

Con riferimento al diagramma raffigurato a lato, è possibile calcolare anche le dimensioni del diametro angolare del Sole che verrebbero misurate da un osservatore alla distanza {\displaystyle D} dall'astro. Il diametro angolare di un cerchio giacente nel piano perpendicolare alla retta congiungente l'osservatore e il centro del cerchio, può essere calcolato utilizzando la formula:
{\displaystyle \delta =2\arctan \left({\frac {d}{2D}}\right),}
dove {\displaystyle \delta } è il diametro angolare, e {\displaystyle d} and {\displaystyle D} sono il diametro effettivo e la distanza dall'oggetto. Quando {\displaystyle D\gg d}, abbiamo {\displaystyle \delta \approx d/D}, e il risultato ottenuto è in radianti.
Per un oggetto sferico con diametro effettivo {\displaystyle d_{\mathrm {act} },} indicando con {\displaystyle D} la distanza dell'osservatore dal centro della sfera, il diametro angolare può essere trovato con la seguente formula:
{\displaystyle \delta =2\arcsin \left({\frac {d_{\mathrm {act} }}{2D}}\right)}
La necessità di utilizzare questa formula deriva dal fatto che il bordo apparente della sfera è costituito dai punti tangenti (dai punti individuati dal fascio di rette che, con origine nell'osservatore, sono tangenti alla sfera), che sono, seppur di poco, più vicini all'osservatore rispetto al centro della sfera. Per l'uso pratico, la distinzione è significativa solo per oggetti sferici relativamente vicini, poiché l'approssimazione per angoli piccoli vale per {\displaystyle x\ll 1}:
{\displaystyle \arcsin x\approx \arctan x\approx x}.

## Mercurio

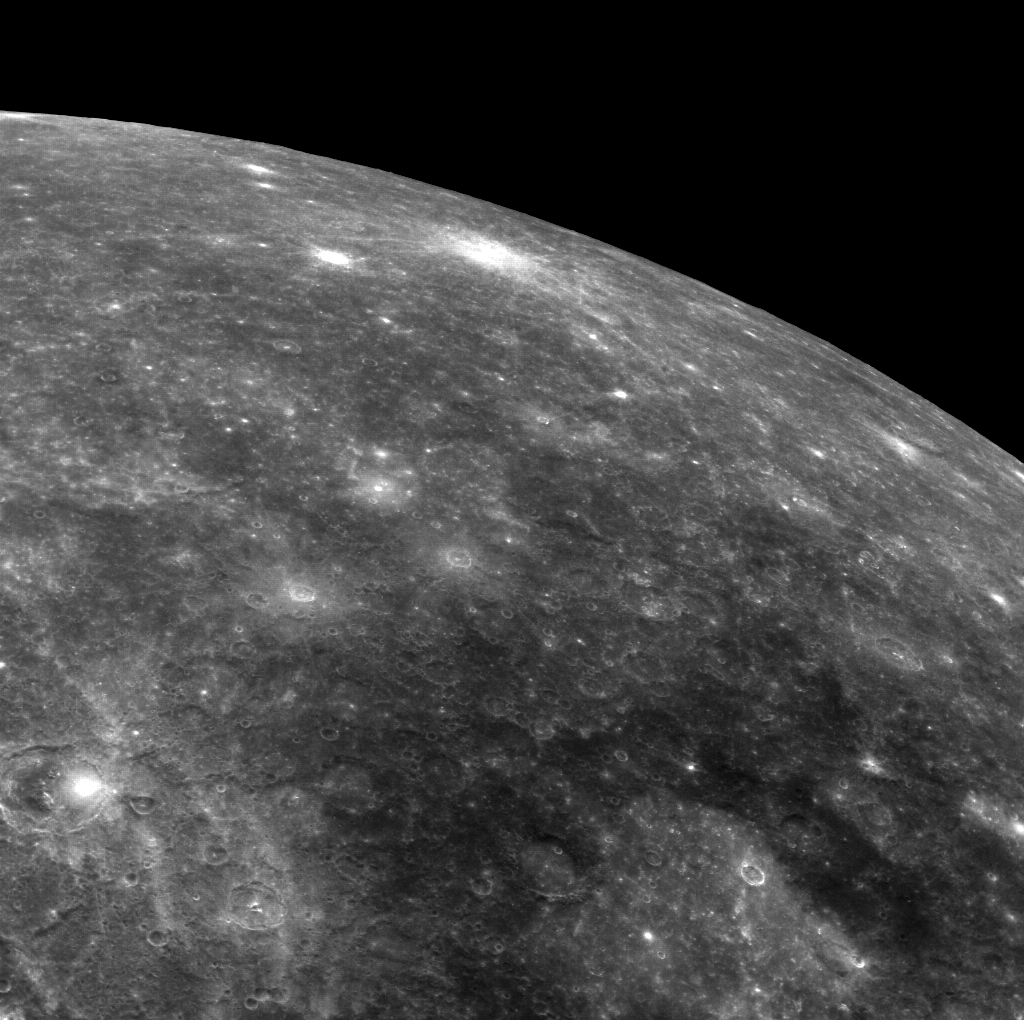
Il cielo visto dall'orbita di Mercurio.

Poiché Mercurio ha poca atmosfera, la visione dei cieli del pianeta non sarebbe diversa dalla visione dello spazio dall'orbita. Mercurio ha una stella nel polo sud celeste, α Pictoris, di magnitudine 3,2, più debole della stella polare terrestre. ο Draconis è invece la sua stella polare settentrionale.

### Altri pianeti visti da Mercurio

Filmato costituito da 31 immagini riprese dalla sonda MESSENGER in orbita attorno a Mercurio che riprende la Terra e la Luna (sulla sua destra) l'8 ottobre 2014. Quel giorno la Luna venne eclissata dal nostro pianeta e scompare negli ultimi fotogrammi.

Dopo il Sole, il secondo oggetto più luminoso nel cielo mercuriano è Venere, che da Mercurio è molto più luminoso che per gli osservatori terrestri. La ragione di ciò è che quando Venere è più vicino alla Terra, si trova tra la Terra e il Sole, quindi vediamo solo il suo lato notturno. Infatti, anche quando Venere è più luminosa nel cielo terrestre, in realtà vediamo solo una stretta mezzaluna. Per un osservatore mercuriano, invece, Venere è più vicina quando è in opposizione al Sole e mostra il suo disco intero. La magnitudine apparente di Venere da Mercurio arriva a -7,7.
Anche la Terra e la Luna sono molto brillanti, le loro magnitudini apparenti sono rispettivamente circa −5 e −1,2. La massima distanza apparente tra la Terra e la Luna è di circa 15′. Tutti gli altri pianeti sono visibili proprio come lo sono sulla Terra, ma un po' meno luminosi in opposizione e la differenza è più considerevole per Marte.
La luce zodiacale è probabilmente più prominente di quella visibile dalla Terra.

## Venere

Immagine della superficie di Venere ripresa dalla sonda sovietica Venera 9 nel 1975. La fotografia era in bianco e nero ma è stato aggiunto il colore del suolo e del cielo tramite i dati ricevuti da Venera 13.

L'atmosfera di Venere è così densa che il Sole non è distinguibile nel cielo diurno e le stelle non sono visibili durante la notte. Essendo più vicino al Sole, Venere riceve circa 1,9 volte più radiazione solare della Terra, ma a causa della spessa atmosfera, solo circa il 20% della luce raggiunge la superficie. Le immagini a colori riprese dalle sonde sovietiche Venera suggeriscono che il cielo su Venere sia arancione. Se il Sole potesse essere visto dalla superficie di Venere, il tempo che intercorre tra un'alba e l'alba successiva (un giorno solare) sarebbe di 116,75 giorni terrestri, e a causa della rotazione retrograda di Venere, il Sole sembrerebbe sorgere a ovest e tramontare a est.
Un osservatore posto sopra le nubi di Venere, d'altra parte, circumnavigherebbe il pianeta in circa quattro giorni terrestri e vedrebbe un cielo in cui la Terra e la Luna brillano intensamente (rispettivamente di magnitudini -6,6 e -2,7) in opposizione. Anche Mercurio sarebbe facile da individuare, perché è più vicino e più luminoso, e arriverebbe alla magnitudine -2,7, e perché la sua elongazione massima dal Sole è considerevolmente maggiore (40,5°) rispetto a quando osservato dalla Terra (28,3°).
42 Draconis è la stella più vicina al polo nord di Venere. Eta1 Doradus è la più vicina al suo polo sud. (Nota: la IAU utilizza la regola della mano destra per definire un polo positivo allo scopo di determinare l'orientamento. Utilizzando questa convenzione, Venere è inclinata di 177° ("capovolta")

## Luna

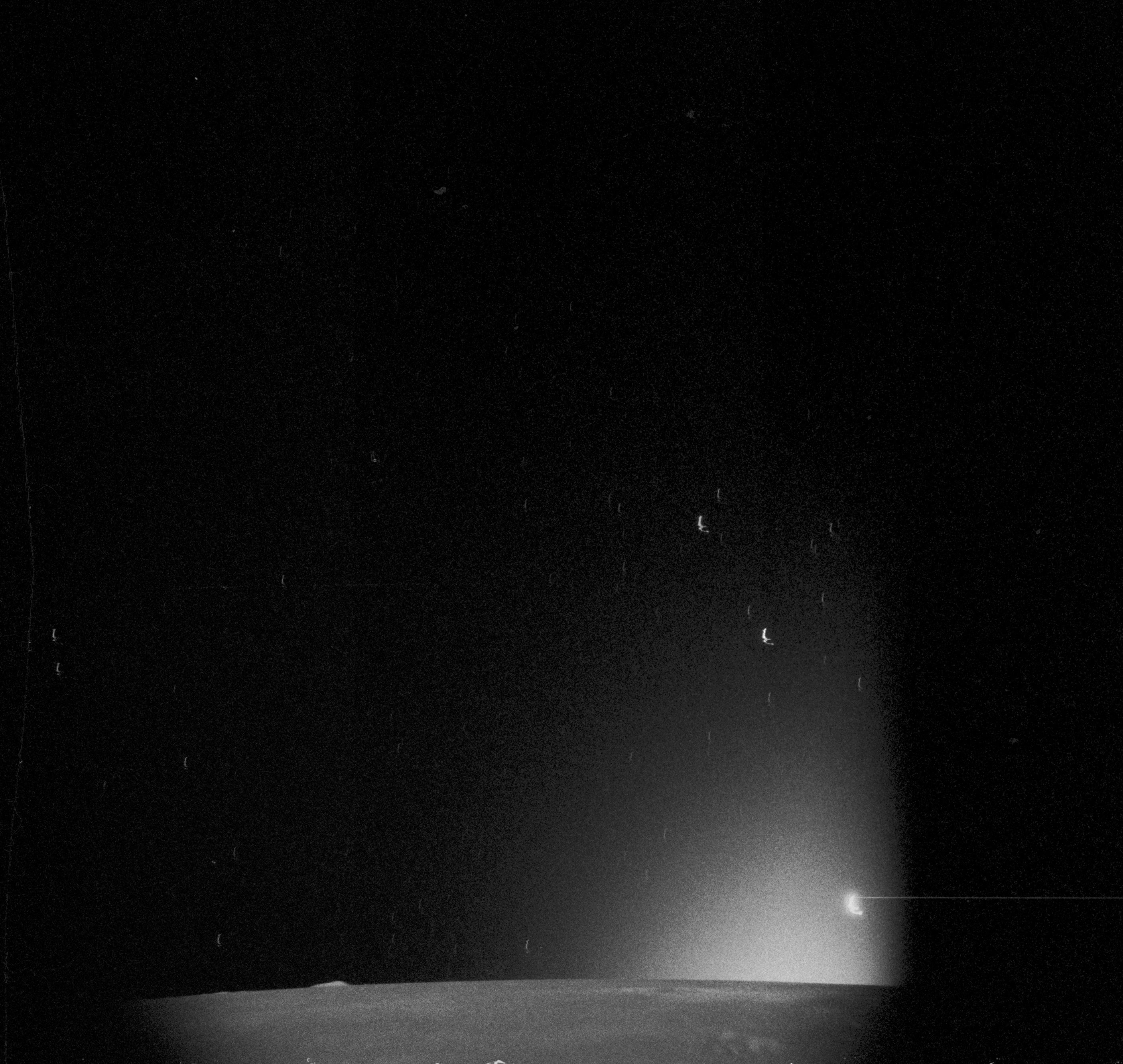
immagine a lunga esposizione nella quale è visibile la luce zodiacale dalla Luna ripresa dall'Apollo 15. Il Sole è appena tramontato, la superficie lunare è illuminata dalla Terra, l'oggetto più luminoso in basso a destra è Venere, più in alto si vedono anche Polluce e Castore.

Il Sole si muove attraverso il cielo lunare in quattordici giorni, la parte diurna di un giorno lunare che dura 28 giorni. La Terra è visibile solo sul lato vicino della Luna e non sul lato nascosto, e si muove attorno a un punto centrale nel cielo dell'emisfero visibile della Luna. Al confine con il lato oscuro, la librazione fa sì che la Terra sorga e tramonti. Dalla Luna il Sole sarebbe più bianco e luminoso, poiché privo del filtro atmosferico presente sulla Terra, che ne modifica il colore. Le fasi con cui si mostra la Terra sono simili a quelle lunari, ma all'inverso: quando dalla Terra la Luna è nuova, dalla Luna la Terra è piena, completamente illuminata dal Sole.
L'atmosfera della Luna è pressoché assente, quindi il suo cielo appare nero, come nel caso di Mercurio. Al crepuscolo lunare gli astronauti hanno però osservato alcuni raggi crepuscolari e il bagliore dell'orizzonte lunare dell'atmosfera illuminata, oltre a fenomeni luminosi interplanetari come la luce zodiacale. Inoltre, il Sole è così luminoso che è ancora impossibile vedere le stelle durante il giorno lunare, a meno che l'osservatore non sia ben schermato dalla luce solare (diretta o riflessa dal suolo).

### Eclissi
La Terra e il Sole a volte si incontrano nel cielo lunare, provocando un'eclissi. Sulla Terra si vedrebbe un'eclissi lunare, quando la Luna passa attraverso l'ombra della Terra; mentre sulla Luna si vedrebbe un'eclissi solare, quando il Sole passa dietro la Terra. Poiché il diametro apparente della Terra è quattro volte più grande di quello del Sole, la stella rimarrebbe nascosta dietro la Terra per ore. L'atmosfera terrestre sarebbe visibile come un anello rossastro. Durante la missione Apollo 15, fu fatto un tentativo di utilizzare la telecamera del Lunar Roving Vehicle per osservare un'eclissi del genere, ma la telecamera si guastò dopo che gli astronauti ripartirono per la Terra. In sintesi, ogni volta che si verifica un’eclissi di qualche tipo sulla Terra, sulla Luna si verifica un’eclissi di un altro tipo. Le eclissi si verificano per gli osservatori sia sulla Terra che sulla Luna ogni volta che i due corpi e il Sole si allineano in linea retta, o sizigia.

## Marte
Marte ha solo una sottile atmosfera, tuttavia essa è estremamente polverosa, la luce diffusa in cielo è parecchia e il cielo risulta quindi molto luminoso durante il giorno, rendendo invisibili le stelle. La stella polare settentrionale marziana è Deneb, sebbene il polo reale sia leggermente spostato in direzione di Alfa Cephei; è più esatto affermare che le due stelle superiori della Croce del Nord, Sadr e Deneb, puntano al polo nord celeste di Marte.

### Colore del cielo

Serie di immagini riprese dal rover Curiosity del cratere Gale nell'aprile 2015

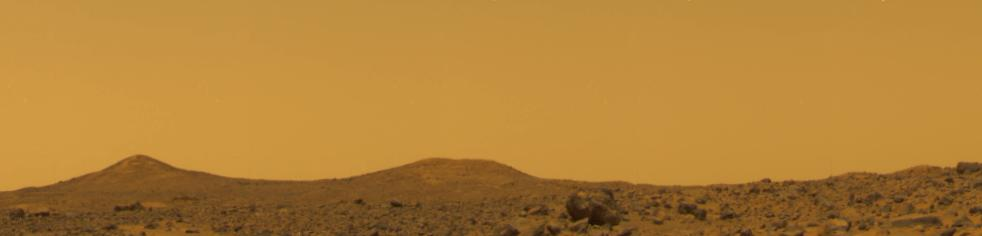
Il cielo marziano ripreso da Mars Pathfinder nel 1999

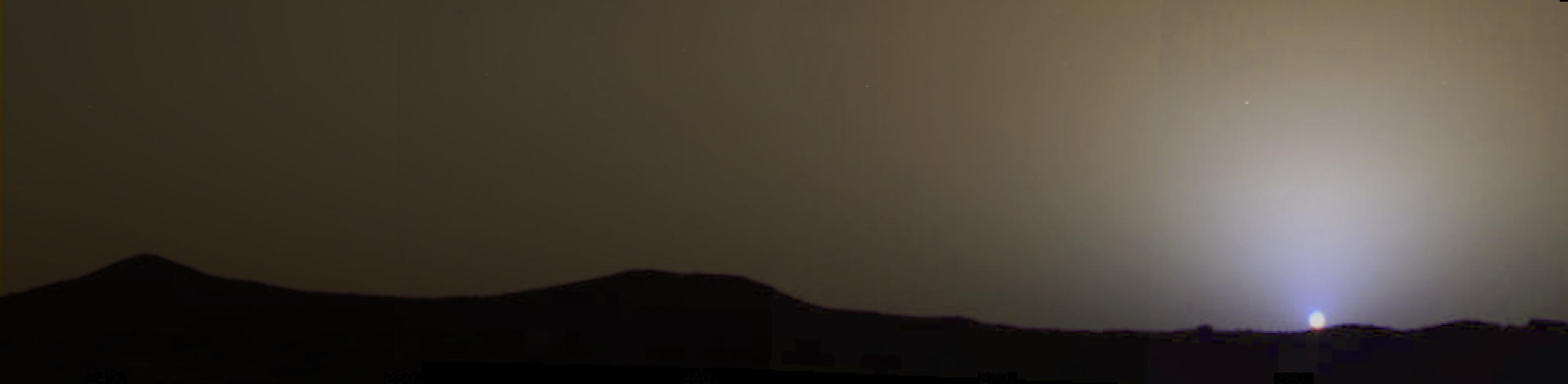
Il cielo marziano è grigio-brunastro, ma l'area attorno al sole al tramonto è blu, all'esatto opposto di ciò che avviene nel cielo terrestre (Mars Pathfinder, giugno 1999)

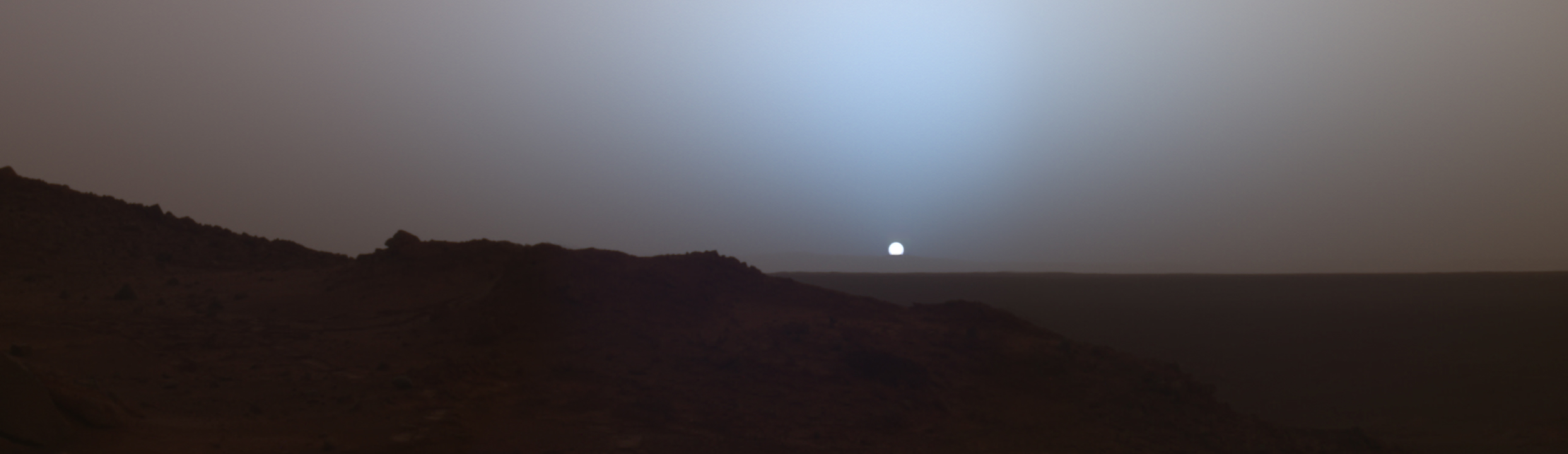
Marte al tramonto fotografato dal rover Spirit nel 2015.

Generare immagini accurate a colori reali dalla superficie di Marte è sorprendentemente complicato. Intanto c'è da considerare l'effetto Purkinje: la risposta dell'occhio umano al colore dipende dal livello di luce ambientale; gli oggetti rossi sembrano scurirsi più velocemente degli oggetti bluastri quando il livello di illuminazione diminuisce. C'è molta variazione nel colore del cielo marziano riprodotto nelle immagini pubblicate, poiché molte di esse hanno utilizzato filtri per massimizzare il loro valore scientifico senza cercare di mostrare il colore reale. Per molti anni si è pensato che il cielo su Marte fosse più rosato di quanto si creda oggi.
È ormai noto che durante il giorno marziano il cielo è di color caramello. Intorno al tramonto e all'alba il cielo è di colore rosa, ma in prossimità del tramonto è blu. Questo è l'opposto della situazione che avviene sulla Terra. Il crepuscolo è molto più lungo su Marte, sia prima dell'alba che dopo il tramonto, a causa della polvere sospesa nell'atmosfera marziana.
Su Marte, lo scattering di Rayleigh è un effetto molto debole; il colore rosso del cielo è causato dalla presenza di ossido ferrico nelle particelle di polvere sospese nell'aria. Queste particelle sono di dimensioni maggiori rispetto alle molecole di gas, quindi la maggior parte della luce viene diffusa dallo scattering di Mie. La polvere assorbe la luce blu e disperde le lunghezze d'onda più lunghe (rosso, arancione, giallo).

### Il Sole da Marte
Il Sole visto da Marte ha un diametro angolare che è 5⁄8 di quello visto da Terra, e l'illuminazione è il 40% di quella terrestre, paragonabile alla luminosità del cielo terrestre in un pomeriggio leggermente nuvoloso. Il 3 giugno 2014, il rover Curiosity su Marte ha osservato il pianeta Mercurio transitare davanti al Sole: è stata la prima volta che un transito planetario è stato osservato da un corpo celeste che non sia la Terra.

### Terra e Luna da Marte

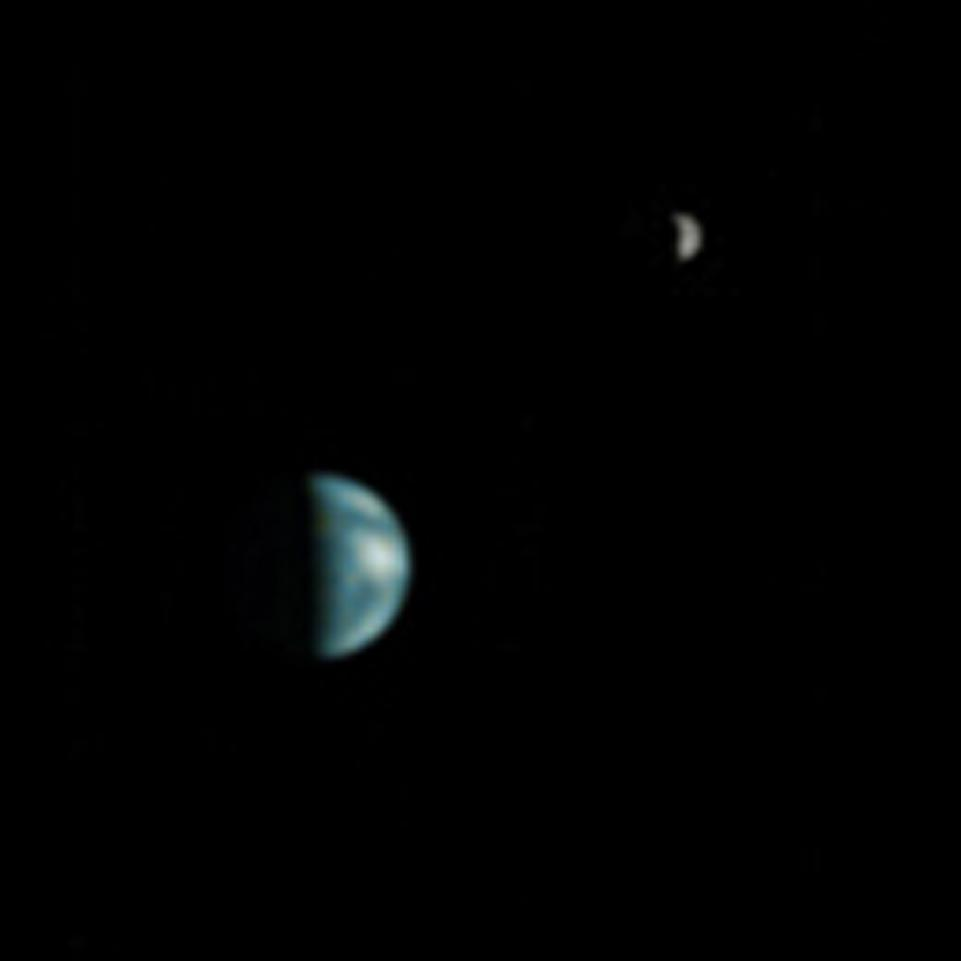
La Terra e la Luna riprese dall'orbita marziana dal Mars Global Surveyor.

La Terra è visibile da Marte come una stella doppia; la Luna sarebbe visibile accanto ad essa come una compagna più debole. La differenza di luminosità tra i due oggetti sarebbe maggiore attorno alla congiunzione inferiore, durante la quale entrambi i corpi presentano i loro lati oscuri a Marte, tuttavia l'atmosfera terrestre compensa questo fenomeno rifrangendo la luce solare in modo molto simile a quanto fa l'atmosfera di Venere. D'altra parte, la Luna senz'atmosfera si comporterebbe come Mercurio, diventando completamente oscura quando si trova a pochi gradi dal Sole. Anche alla congiunzione inferiore (per l'osservatore terrestre, questa è l'opposizione di Marte e Sole), la massima distanza visibile tra la Terra e la Luna sarebbe di circa 25′, che è vicina alla dimensione apparente della Luna nel cielo terrestre. Vicino all'elongazione massima (47,4°), la Terra e la Luna brillerebbero rispettivamente con magnitudini apparenti -2,5 e +0,9.

### Venere e lune marziane

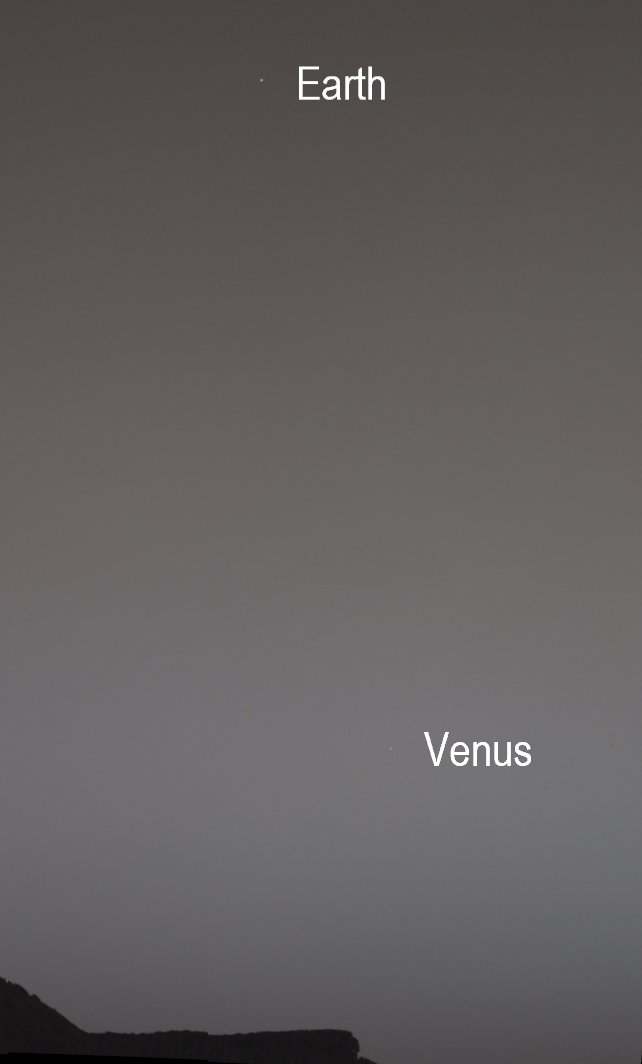
Combinazione di due immagini riprese da Curiosity nel 2020 che mostrano la Terra e Venere nel cielo marziano, 75 minuti dopo il tramonto. Il quel periodo l'atmosfera era molto polverosa e il crepuscolo risulta molto luminoso rispetto a un'altra immagine di Curiosity del 2014.

Venere come la Terra sarebbe una stella del mattino o della sera visto da Marte; la sua magnitudine sarebbe -3,2, più luminoso della Terra per via della sua albedo maggiore, dovuta all'alta riflettanza delle sue nubi.
Il satellite Fobos, che dista appena 6000 km dalla superficie di Marte, ha un diametro angolare circa un terzo rispetto a quello della Luna vista dalla Terra mentre Deimos, per le sue dimensioni, appare puntiforme come una stella. Le loro magnitudini sarebbero al massimo -9 e -5, inoltre dato il basso diametro angolare i due satelliti non potrebbero produrre eclissi totali di Sole. Al contrario sarebbe frequente un'eclissi totale da Fobos, dal quale Marte appare 6400 più grande e 2500 volte più brillante della Luna piena vista dalla Terra, occupando un quarto del cielo di Fobos.

## Giove
Da Giove, il Sole sembra coprire solo 5 minuti d'arco visto dalla sommità delle nubi, meno di un quarto della sua dimensione vista dalla Terra. Il polo nord di Giove è a poco più di due gradi di distanza da Zeta Draconis, mentre il suo polo sud è a circa due gradi a nord di Delta Doradus.
Sebbene non siano state ancora scattate immagini dell'interno dell'atmosfera di Giove, le rappresentazioni artistiche spesso presuppongono che il cielo del pianeta sia blu, anche se più chiaro che sulla Terra, poiché la luce solare è in media 27 volte più debole, almeno nella parte superiore dell'atmosfera. Gli stretti anelli del pianeta potrebbero essere appena visibili dalle latitudini sopra l’equatore. Più in basso nell’atmosfera, il Sole sarebbe oscurato da nuvole e foschia di vari colori, più comunemente blu, marrone e rosso. Anche se le teorie sulla causa di questi colori abbondano, al momento non esiste una risposta chiara..

### Le lune viste da Giove
A parte il Sole, gli oggetti più luminosi nel cielo di Giove sono le quattro lune galileiane. Io, la più vicina al pianeta, sarebbe leggermente più grande della luna piena nel nostro cielo, anche se meno luminosa. L'albedo più alta di Europa non supererebbe la sua maggiore distanza da Giove, quindi da Giove sarebbe meno luminosa di Io. Data la bassa costante solare di Giove (3,7% della Terra) nessuno dei satelliti galileiani sarebbe luminoso quanto la luna piena vista dalla Terra; da Io a Callisto le loro magnitudini sarebbero: -11,2, -9,7, -9,4 e -7,0.
Tutte e quattro le lune galileiane si distinguono per la rapidità del loro movimento, rispetto alla Luna. Sono tutte abbastanza grandi per eclissare completamente il Sole. Poiché l'inclinazione assiale di Giove è minima e le lune galileiane orbitano tutte sul piano dell'equatore di Giove, le eclissi solari sono abbastanza comuni.

### Il cielo delle lune gioviane

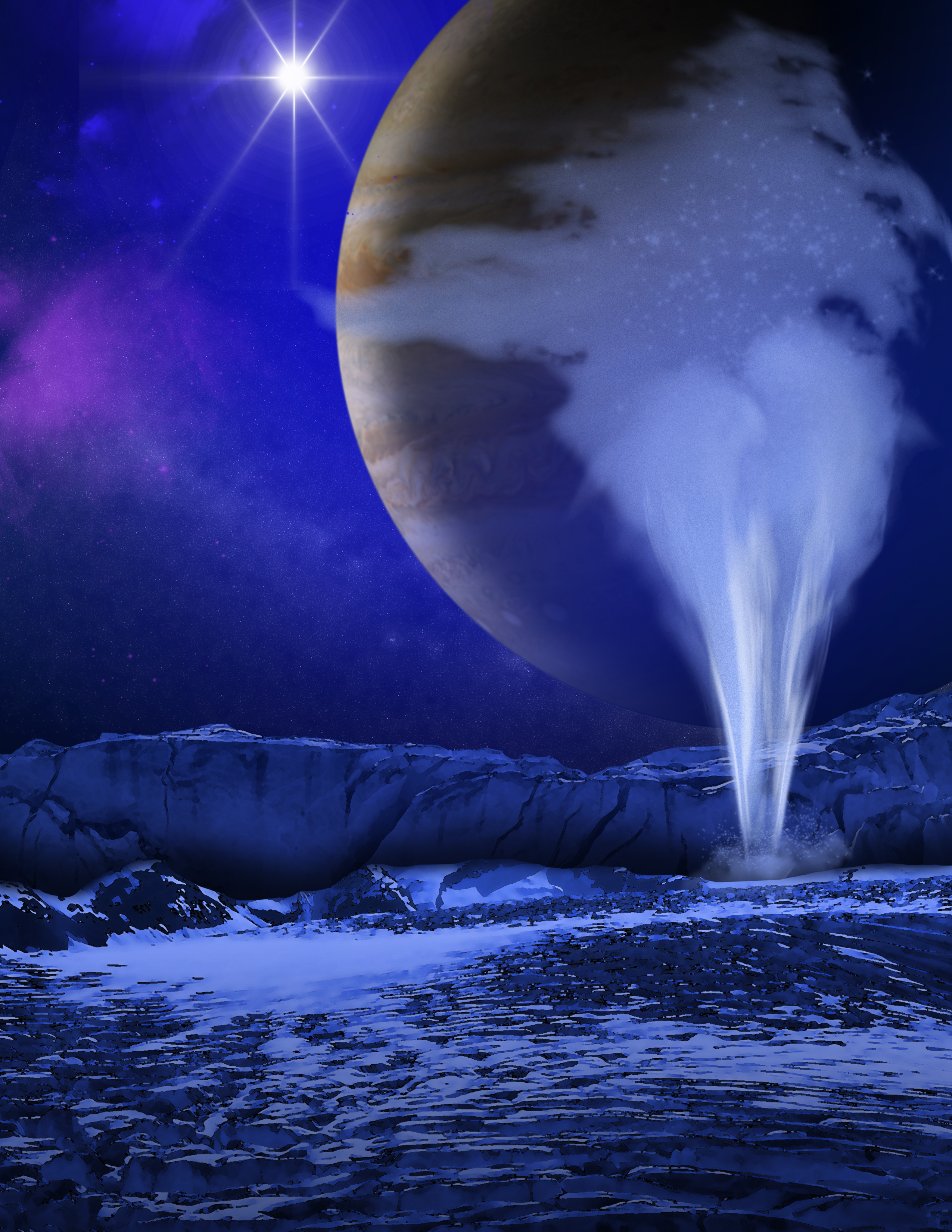
Immagine artistica di un pennacchio di vapore acqueo che si innalza nel cielo di Europa, con Giove e il Sole sullo sfondo.

Le lune di Giove hanno solamente tracce di atmosfera, quindi i loro cieli sono praticamente neri. Essendo queste in blocco mareale, come la Luna con la Terra, Giove è visibile solo dall'emisfero del satellite rivolto verso il pianeta. Dagli emisferi visibili, la caratteristica di gran lunga più importante del cielo sarebbe il gigante gassoso, in particolar modo dalle lune più interne: da Io, il satellite Mediceo più vicino a Giove, il diametro apparente del pianeta sarebbe di circa 20°, vale a dire 40 volte più grande del Sole e della Luna visti dalla Terra, e coprirebbe il 5% del cielo di Io. Dall'emisfero rivolto verso Giove di Io il cielo sarebbe molto più spettacolare di quello visto dalla Luna terrestre: oltre alla grandezza apparente di Giove, il cielo nero viene frequentemente irrorato di gas e materiali eruttati dal sottosuolo di Io, sul quale sono presenti oltre 300 vulcani attivi. Inoltre, essendo Io immerso nel potente campo magnetico gioviano, le aurore sono frequentissime, sia su Io che su Giove. Un osservatore su Metis, la luna più interna, vedrebbe il diametro apparente di Giove aumentare fino a 68° (130 volte il diametro visibile della Luna, coprendo il 18% del cielo). Un "Giove pieno" su Metis brilla con circa il 4% della luminosità del Sole (la luce sulla Terra proveniente dalla Luna piena è invece 400.000 volte più debole della luce solare).
Dalle lune, le eclissi solari causate dai satelliti galileiani sarebbero anch'esse spettacolari, perché un osservatore vedrebbe l'ombra circolare della luna in eclisse attraversare il disco del pianeta.

## Saturno

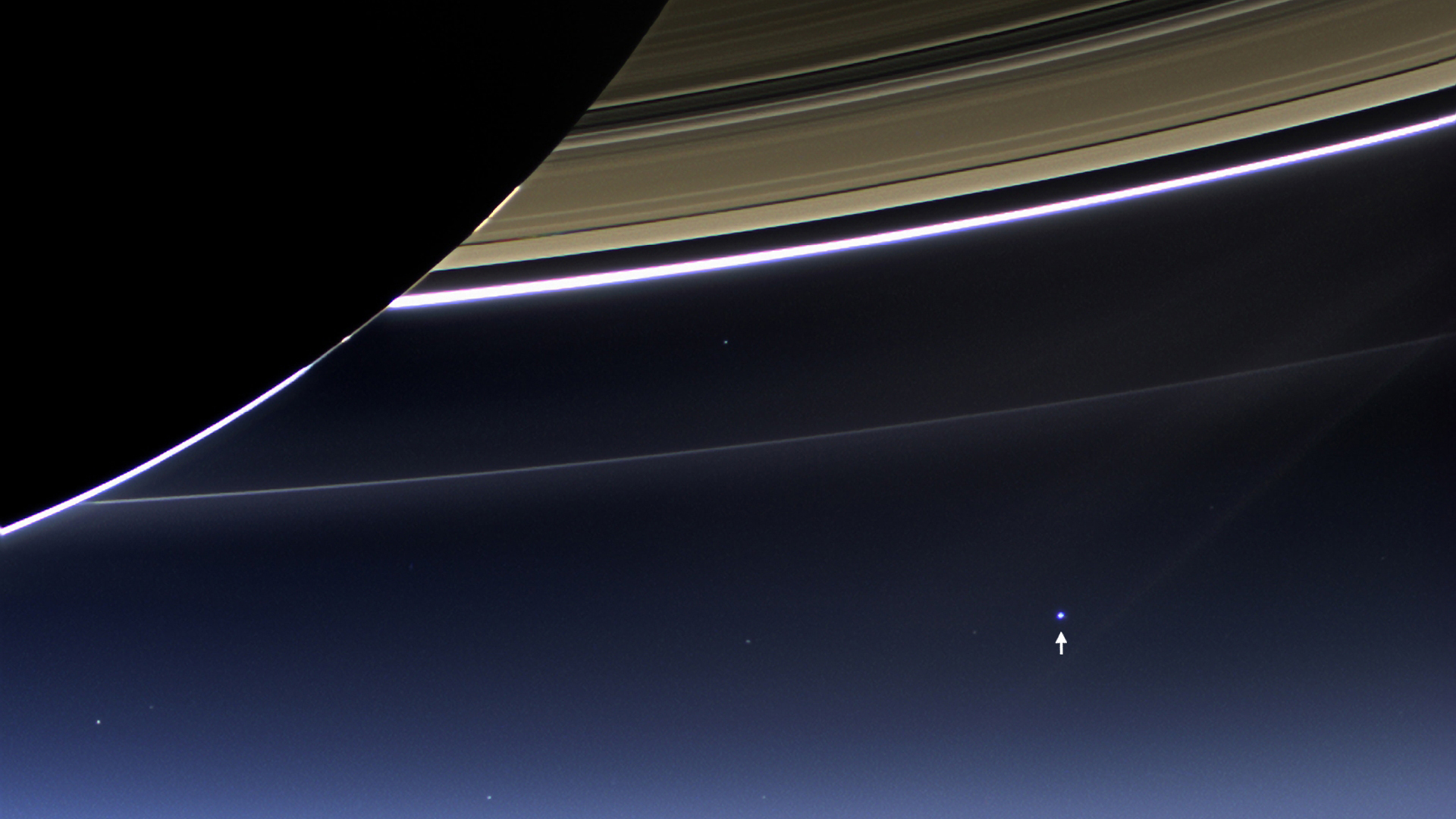
La Terra e la Luna fotografate dalla sonda Cassini (in basso a destra) nel luglio 2013, nella fotografia denominata Il Giorno in cui la Terra sorrise.

Dalle immagini della missione Cassini al momento del suo "tuffo" finale nel settembre 2017, il cielo nella parte superiore dell'atmosfera di Saturno è bluastro, ma il colore predominante dei suoi strati nuvolosi suggerisce che potrebbe essere giallastro più in basso. Le osservazioni effettuate dalla sonda spaziale mostrano che nell'emisfero meridionale di Saturno al suo perielio (esposto al Sole a causa dell'inclinazione assiale) si sviluppa uno smog stagionale che potrebbe far sì che il cielo diventi talvolta giallastro. Poiché l'emisfero settentrionale è puntato verso il Sole solo all'afelio, il cielo probabilmente rimarrebbe blu in quell'emisfero. Gli anelli di Saturno sono quasi certamente visibili dagli strati superiori della sua atmosfera, tuttavia sono così sottili che da una posizione nei pressi dell'equatore sarebbero quasi invisibili. Tuttavia, da qualsiasi altra parte del pianeta, potrebbero essere visti come uno spettacolare arco che si estende attraverso metà dell'emisfero celeste.
Delta Octantis è la stella del polo sud di Saturno. Il suo polo nord si trova nell'estrema regione settentrionale della costellazione di Cefeo, a circa sei gradi dalla Stella Polare.

### Il cielo da Titano

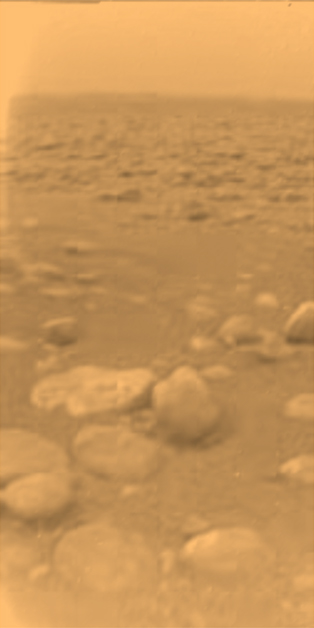
La superficie di Titano fotografata dalla sonda Huygens.

Titano è l'unica luna del sistema solare ad avere un'atmosfera densa. Le immagini della sonda Huygens mostrano che il cielo di Titano è di un pallido color mandarino. Tuttavia, un astronauta in piedi sulla superficie di Titano vedrebbe un colore sfocato, marrone-arancio scuro. Titano riceve 1/3000 della luce che la Terra riceve dal Sole. In virtù della spessa atmosfera e della distanza molto maggiore dal Sole, il giorno su Titano è luminoso quanto il crepuscolo sulla Terra. Sembra probabile che Saturno sia permanentemente invisibile dietro lo smog arancione, e anche il Sole sarebbe solo un punto più luminoso nella foschia, illuminando a malapena la superficie dei laghi di ghiaccio e metano. Tuttavia, nell’atmosfera superiore, il cielo sarebbe di colore blu e Saturno sarebbe visibile.
Con la sua densa atmosfera e le piogge di metano, Titano è l'unico corpo celeste oltre alla Terra su cui potrebbero formarsi arcobaleni, tuttavia data l'estrema opacità dell'atmosfera nella luce visibile, la stragrande maggioranza sarebbero visibili solo nell'infrarosso.

### Il cielo da Encelado
Visto da Encelado, Saturno avrebbe un diametro apparente di quasi 30°, sessanta volte più grande della Luna vista dalla Terra. Inoltre, poiché Encelado è in rotazione sincrona e quindi mantiene un'unica faccia rivolta verso Saturno, il pianeta non si sposta mai nel cielo. Gli anelli di Saturno sarebbero visti di taglio con un angolo di 0,019° e quindi quasi invisibili, ma la loro ombra sul disco di Saturno sarebbe chiaramente identificabile. Come la Luna della nostra Terra, Saturno mostrerebbe fasi regolari. Da Encelado, il Sole avrebbe un diametro di soli 3,5 minuti d'arco, un nono del diametro della Luna vista dalla Terra.
Un osservatore su Encelado potrebbe anche osservare il transito di Mimas (il più grande satellite nell'orbita di Encelado) oltre Saturno in media ogni 72 ore. La sua dimensione apparente sarebbe al massimo di 26 minuti d'arco, più o meno la stessa dimensione della Luna vista dalla Terra.
Dalle altre lune interne, anch'esse prive di atmosfera e in rotazione sincrona, i cieli sarebbero simili a quelli di Encelado; tuttavia da Pan, situato nella divisione di Encke, oltre a un immenso Saturno nel cielo dell'emisfero rivolto al pianeta, sono visibili da entrambi gli emisferi gli anelli del gigante gassoso.

## Urano
A giudicare dal colore della sua atmosfera, il cielo di Urano è probabilmente di color ciano. È probabile che gli anelli del pianeta non siano visibili dalla sommità delle nubi, perché sono molto deboli e scuri. Urano ha una stella polare settentrionale, Sabik, di magnitudine 2,4, e una stella polare meridionale, 15 Orionis, di magnitudine 4,8 e situata a metà strada tra Betelgeuse e Aldebaran. La rotazione del pianeta è particolare perché avviene attorno a un asse pressoché sdraiato sul piano orbitale. Ciò comporta che l'alternanza del giorno e della notte avviene solamente nei pressi degli equinozi, mentre i poli sono alternativamente illuminati perennemente per 42 anni, nell'intorno dei solstizi.
Le lune di Urano non sarebbero particolarmente vistose viste dal pianeta; la più grande, Ariel, avrebbe un diametro angolare di circa 20′. Inoltre hanno una bassa albedo, e a causa della scarsa illuminazione solare risultano relativamente oscure.

## Nettuno

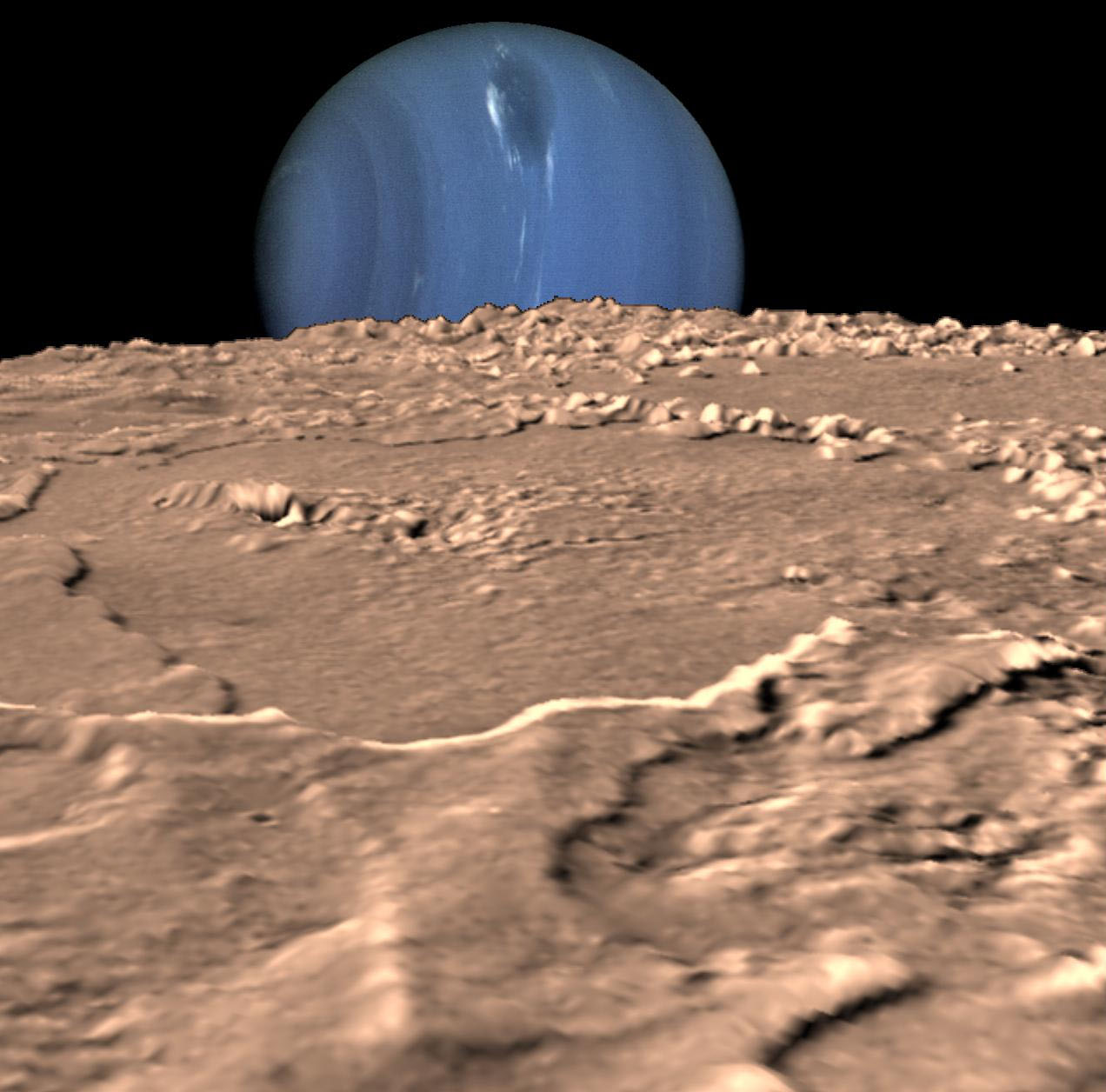
Immagine composita costituita da una vera foto di Nettuno ripresa dalla sonda Voyager 2, aggiunta a un'immagine artistica della superficie di Tritone.

Il polo nord di Nettuno indica un punto a metà strada tra Gamma e Delta Cygni. La stella al suo polo sud è Gamma Velorum.
A giudicare dal colore della sua atmosfera, il cielo di Nettuno è probabilmente azzurro, simile a quello di Urano. Come nel caso di Urano, è improbabile che gli anelli del pianeta possano essere visti dall'alta atmosfera, poiché sono molto sottili e scuri.
A parte il Sole, l'oggetto più notevole nel cielo di Nettuno è la sua grande luna Tritone, che sembrerebbe leggermente più piccola di una Luna piena sulla Terra. Si muove più velocemente della Luna, a causa del periodo più breve (5,8 giorni) aggravato dall'orbita retrograda. La luna più piccola, Proteo, mostrerebbe un disco grande circa la metà della Luna piena. Sorprendentemente, le piccole lune interne di Nettuno coprono tutte, ad un certo punto delle loro orbite, più di 10′ nel cielo di Nettuno. In alcuni punti, il diametro angolare di Despina rivaleggia con quello di Ariel di Urano e di Ganimede di Giove. Come nel caso di Urano, i bassi livelli di luce fanno sì che le lune principali appaiano molto fioche; anche Tritone, nonostante sia quattro volte intrinsecamente più luminoso e disti meno dal pianeta rispetto alla Luna dalla Terra, avrebbe una magnitudine, se osservato dalla sommità delle nubi di Nettuno, di "solo" -7,11.

### Il cielo di Tritone
Da Tritone, Nettuno ha un diametro angolare 16 volte maggiore di quello della Luna e apparirebbe di un color blu intenso. Tuttavia, data la scarsa illuminazione solare, la sua luminosità sarebbe paragonabile a quella della Luna piena vista da Terra. Tritone ha un'atmosfera, ma è così sottile che il suo cielo è praticamente nero, forse sarebbe visibile solo qualche pallida foschia all'orizzonte.

## Plutone e Caronte

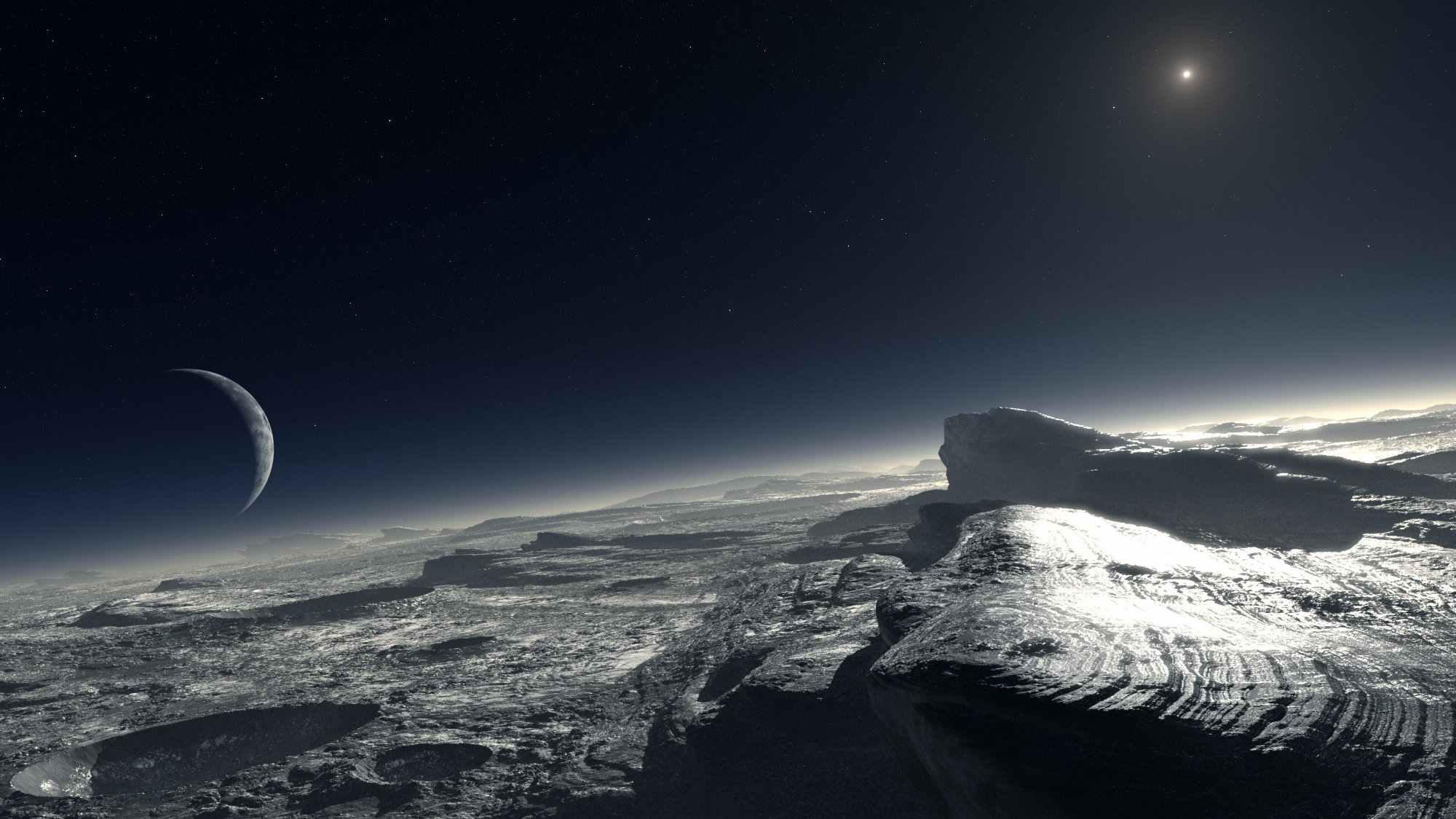
Immagine artistica della superficie di Plutone; all'orizzonte compare una tenue foschia blu, mentre sono visibili Caronte (a sinistra) e il Sole (in alto a destra).

Da Plutone e dalla sua maggior luna Caronte, il Sole appare puntiforme, anche se ancora molto luminoso, da 150 a 450 volte più luminoso della Luna piena vista dalla Terra (la variabilità è dovuta al fatto che l'orbita di Plutone è altamente eccentrica). L'illuminazione da parte del Sole in superficie sarebbe comunque molto più scarsa che sulla Terra, e alla distanza media di Plutone sarebbe di circa 85 lux, equivalente, sul nostro pianeta, alla luce diffusa del Sole quando si trova al crepuscolo 3° sotto l'orizzonte.
L'atmosfera di Plutone è costituita da un sottile involucro di gas di azoto, metano e monossido di carbonio, tutti derivati dai ghiacci di queste sostanze sulla sua superficie. Quando Plutone è vicino al Sole, la temperatura superficiale aumenta, provocando la sublimazione dei ghiacci in gas e la formazione dell'atmosfera, nella quale si genera una notevole foschia blu, visibile al tramonto e forse in altri momenti del giorno plutoniano.
A causa della poca luce che riceve dal Sole e che parzialmente riflette verso Caronte, il pianeta appare meno luminoso se osservato dalla superficie di Caronte rispetto alla Luna vista da Terra: tuttavia, data la vicinanza (20.000 km) tra di due corpi, il suo diametro angolare nel cielo di Caronte sarebbe 13 volte quello della Luna piena. Essendo tra loro in rotazione sincrona i due corpi volgono lo stesso emisfero l'uno con l'altro, quindi dall'emisfero di Caronte rivolto verso a Plutone quest'ultimo apparirà fisso nel cielo, mentre dall'emisfero opposto non è visibile (e viceversa).

## Pianeti extrasolari

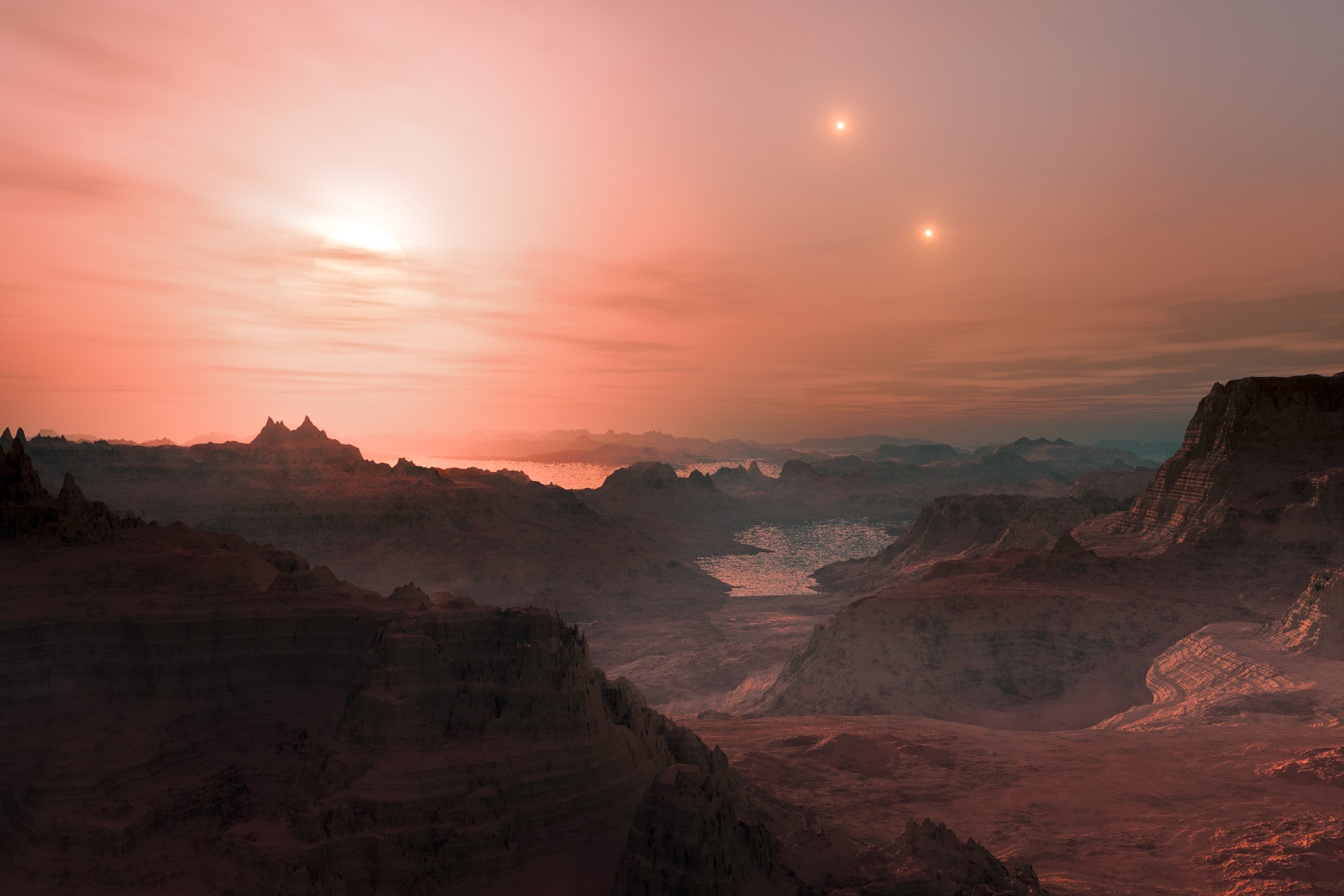
Immagine artistica di un tramonto su Gliese 667 Cc, un pianeta in orbita attorno a una nana rossa che fa parte di un sistema stellare triplo.

Per osservatori posti su pianeti extrasolari, le costellazioni differirebbero a seconda delle distanze coinvolte. La visione dello spazio esterno degli esopianeti può essere estrapolata da software open source come Celestia o Stellarium. A causa della parallasse, le stelle distanti cambiano la loro posizione meno di quelle vicine. Per gli osservatori alieni, il Sole sarebbe visibile ad occhio nudo solo a distanze inferiori a 20-25 parsec. Se il Sole dovesse essere osservato da un'altra stella, apparirebbe sempre sulle coordinate opposte nel cielo.
Ad esempio dalla vicina Alfa Centauri, il cielo apparirebbe quasi identico a come appare visto dalla Terra, con la maggior parte delle costellazioni, come l'Orsa Maggiore e Orione, praticamente invariate, tuttavia, il Centauro perderebbe la sua stella più brillante e il nostro Sole apparirebbe come la stella più brillante della costellazione di Cassiopea, di magnitudine 0,5. La sua posizione è facilmente calcolabile, poiché sarebbe agli antipodi della posizione di α Centauri vista dalla Terra: avrebbe ascensione retta 02h 39m 35s e declinazione +60° 50′ 00″.
Come Alfa Centauri e a differenza del Sole, molti sistemi sono multipli, e un osservatore posto su un pianeta attorno a una componente di un sistema binario vedrebbe l'altra stella come un "secondo sole". Per esempio un ipotetico pianeta terrestre a 1,25 UA da α Centauri A sarebbe illuminato come dal Sole dalla sua primaria, se posto a 1,25 UA, e α Centauri B apparirebbe di magnitudine da -18 a -21, ossia da 130 a 1800 volte più luminosa della Luna piena vista da Terra.
Oltre che per un'eventuale atmosfera planetaria e di altri corpi presenti nello stesso sistema, le caratteristiche di un cielo su un esopianeta possono essere molto diverse anche a seconda della stella madre del sistema planetario. Diversi pianeti, anche potenzialmente abitabili, sono stati scoperti attorno a piccole e fredde nane rosse. Questi esopianeti solitamente sono molto vicini alle proprie stelle e sono in rotazione sincrona ed espongono quindi sempre lo stesso emisfero verso la stella; ne consegue che mentre un emisfero è sempre illuminato con la stella fissa nel cielo, l'altro è immerso nella notte perenne. Inoltre le nane rosse emettono gran parte della loro radiazione nella banda dell'infrarosso, quindi è probabile che se visti da un occhio umano i loro cieli tendano più al color arancione che al blu.